# Living Sacrifice
I Living Sacrifice  sono una band Christian death/thrash metal statunitense formatasi in Arkansas nel 1989.

## Storia del gruppo
Durante gli anni, hanno cominciato a suonare metalcore e, con il tempo, la band è stata considerata una delle più influenti del christian metal.
Essi sono stati tra i primi gruppi christian death metal di sempre e sono nati nel 1989 con una formazione così composta; Darren "D.J." Johnson (basso/voce), Bruce Fitzhugh (chitarra) e Lance Garvin (batteria). Più tardi alla chitarra venne anche Jason Truby.
Hanno pubblicato il loro primo omonimo album nel 1991, per la R.E.X. Records. Negli anni seguenti pubblicarono altri album e cambiarono diversi membri della formazione.
Nel 2003 però, il gruppo si divise.
Recentemente, nel 2005 è stata pubblicata la raccolta best of In Memoriam, contenente anche tre pezzi nuovi.
Si sono riformati nel 2008, pubblicando un nuovo album di inediti, The Infinite Order, nel 2010.

## Discografia

### Album in studio
- 1991 - Living Sacrifice
- 1992 - Nonexistent
- 1994 - Inhabit
- 1997 - Reborn
- 2000 - The Hammering Process
- 2002 - Conceived in Fire
- 2010 - The Infinite Order
- 2013 - Ghost Thief

### Raccolte
- 2005 - In Memoriam

## Formazione

### Formazione attuale
- Bruce Fitzhugh – voce (1995 - 2003, 2008 - presente), chitarra ritmica (1989 - 2003, 2008 - presente)
- Rocky Gray – chitarra solista, cori (1999 - 2003, 2008 - presente)
- Arthur Green – basso, cori (1999 - 2003, 2008 - presente)
- Lance Garvin – batteria (1989 - 2003, 2008 - presente)

### Ex componenti
- Darren Johnson – voce, basso (1989 - 1995)
- Jason Truby – chitarra solista (1989 - 1998)
- Chris Truby – basso (1995 - 1998)
- Cory Brandan Putman – voce, chitarra solista (1998 - 1999)
- Jay Stacy – basso (1998 - 1999)
- Matt Putman – percussioni (1999 - 2003)